# Parrsboro Aboiteau
Parrsboro Aboiteau – słodkowodny zbiornik wodny (aboiteau) w kanadyjskiej prowincji Nowa Szkocja, w hrabstwie Cumberland, utworzony na rzece Farrells River; nazwa urzędowo zatwierdzona 30 stycznia 1967.